# Коронація в Бразилії

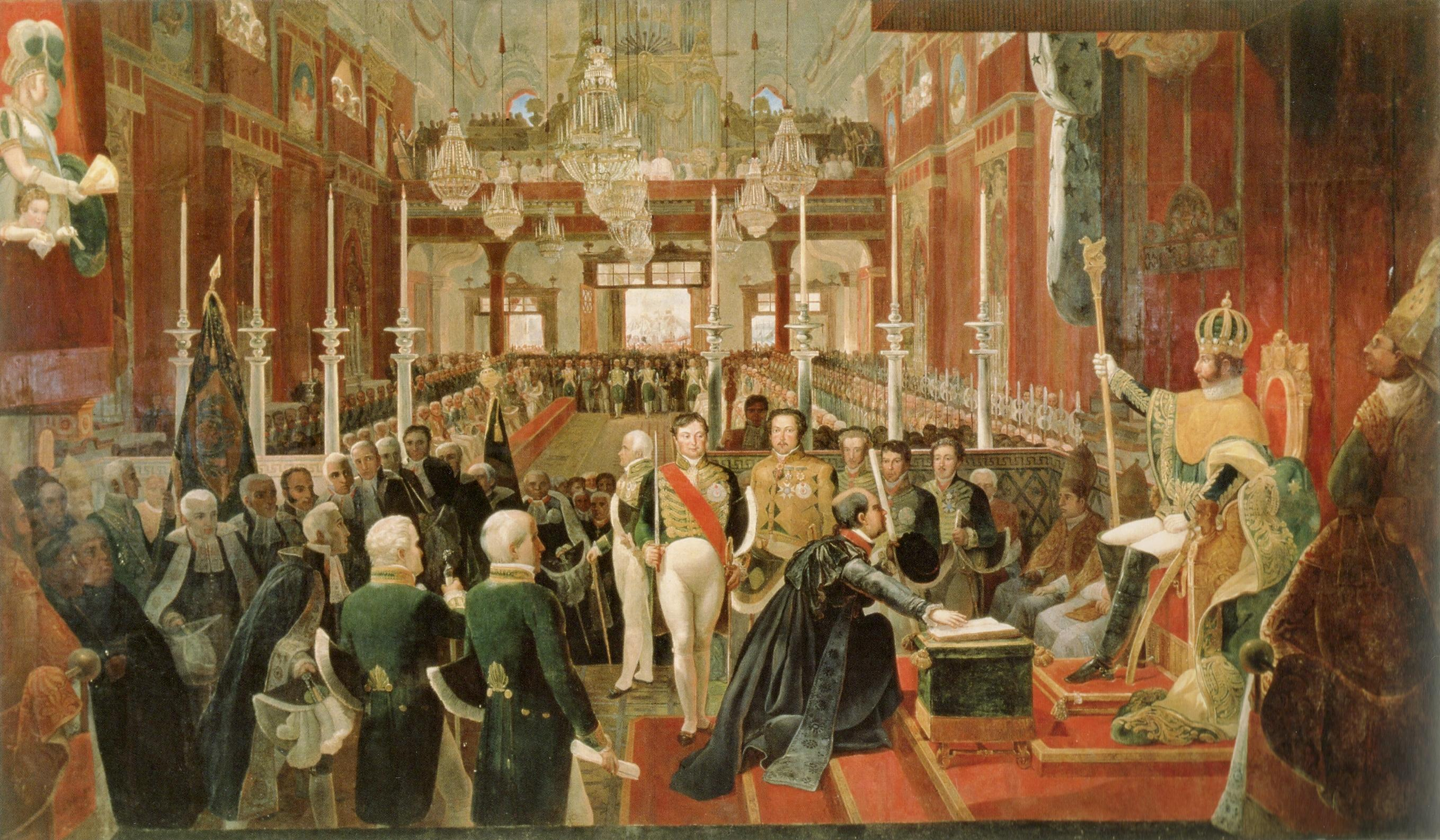
Коронація імператора Педро I, 1822 р.

Коронація імператора Бразилії — урочиста церемонія з релігійним обрядом благословення, під час якої новий монарх Бразильської імперії був інтронізований, коронований та отримував благословення, помазання, а також імператорські клейноди та регалії. Коронацію проводив голова католицької церкви в Бразилії.
Коронація бразильського імператора легітимізувала вступ нового імператора на престол й була схожа з обрядами, що проводились в європейських монархіях. Два бразильські імператори Педро I та Педро II здійснили церемонію коронації 1 грудня 1822 та 18 липня 1841 відповідно. Вони залишаються єдиними двома церемоніями коронації, що мали місце на Південноамериканському континенті.

## Історія
У Бразилії обряд коронації проводився на основі римо-католицького ритуалу коронації монархів, що описаний у «Pontificale Romanum», відповідно до видання за редакцією Папи Римського Бенедикта XIV, у розділі «De benedictione et coronatione Regis», але з невеликими змінами.

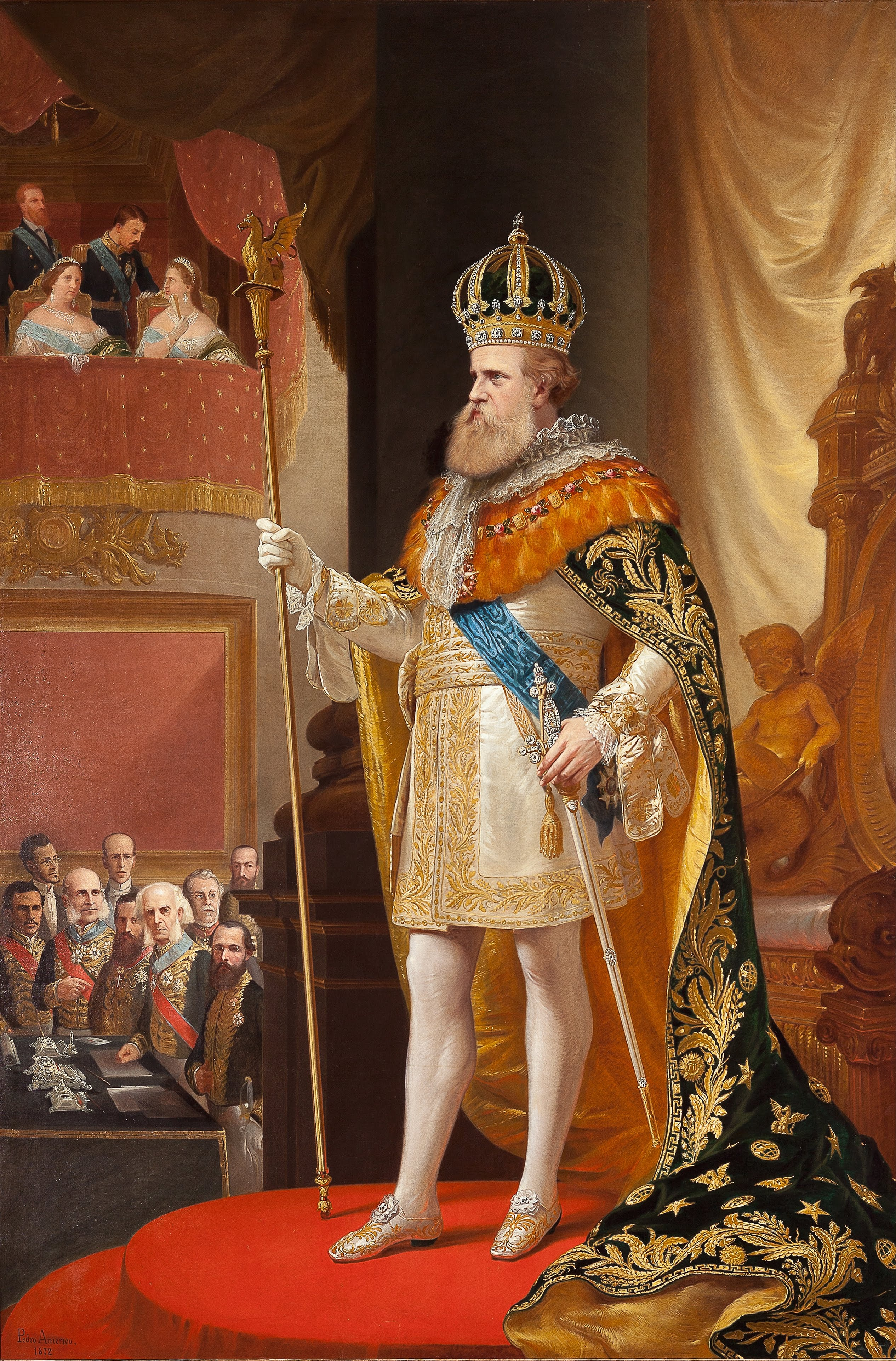
Коронація імператора Педро II, 1841 р.

Як і всі літургійні акти римо-католицького обряду того часу, церемонія коронації проводилася повністю латинською мовою, за винятком проповіді, яка виголошувалась португальською.

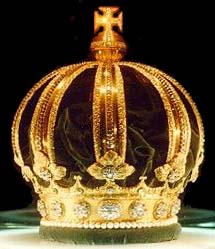
Імператорська корона Бразилії, виготовлена для коронації 1841 р.

Бразилія ніколи не проводила обряд коронації дружини імператора, і тому імператриці Бразилії не коронувались. Також країна ніколи не проводила обряд коронації імператриці-регента. Бразильська монархія була ліквідована 1889 року, у результаті військового перевороту, який проголосив Бразилію республікою.
Хоча в деяких європейських монархіях дозволяли проводити коронацію неповнолітніх, в Бразилії коронація імператора Педро II (який став спадкоємцем корони, будучи ще неповнолітнім) відбулася лише після того, як імператор став повноліттям і перейняв імператорську владу.
Коронація обох імператорів Бразилії відбулася в тодішньому кафедральному Соборі Ріо-де-Жанейро, що нині відомий як Старий собор, та функціонував як Імператорська каплиця.
Коронацію імператора Педро I очолював єпископ Ріо-де-Жанейро, майор-капелан Імператорської каплиці, оскільки митрополит Бразилії, архієпископ Сан-Сальвадора да Баї, був відсутній. Коронацію імператора Педро II очолював Митрополит Архієпископ Сан-Сальвадора да Баї, першосвященник Бразилії. Усі єпископи Бразилії були запрошені на церемонії коронацій. В коронації Педро II, крім архієпископа Сальвадору, взяли участь ще шість єпископів.
Існують докладні описи коронації двох бразильських імператорів. Також збереглись тексти присяги та документи Церемонії освячення та коронації імператора Педро I, який був затверджений імператорським урядом 20 листопада 1822 р.
В Бразильській імперії акт коронації називали церемонією Sagração do Imperador (освячення імператора), подібно до французької традиції називати коронацію французького монарха le sacre du roi, роблячи акцент на акті освячення та миропомазання над самим актом коронування. Більш формально обряд називався як церемонія sagração e coroação (освячення та коронація).
Відповідно до «Pontificale Romanum» коронації 1822 і 1841 років відбувались у неділю, і, готуючись до урочистості, імператор постив у попередню середу, а також у п'ятницю та суботу.
Після урочистої церемонії благословення, миропомазання та коронації, імператор влаштовував урочистий прийом. Коронаційний бенкет Педро II відбувся у Міському палаці. Там же були виставлені коронаційні імператорські клейноди.